# ضرعاء باسيفيكية
ضرعاء باسيفيكية (الاسم العلمي:Mammillaria pacifica) هي نوع غير مؤكد من النباتات يتبع جنس الضرعاء من الفصيلة الصبارية.